# Forman Williams
Pour les articles homonymes, voir Williams.
Forman Arthur Williams, né à New Brunswick (New Jersey) le 12 janvier 1934 est un physicien américain connu pour ses travaux en combustion et en ingénierie et technologie spatiale.

## Biographie
Williams a obtenu son B.Sc. à l'université de Princeton en 1955 et, sur les conseils de Martin Summerfield, il va au California Institute of Technology pour sa thèse obtenue en 1958 sous la direction de Stanford Penner, avec Richard Feynman dans son jury. Il discute ensuite de ses résultats avec Theodore von Kármán, lequel l'avait beaucoup influencé.
Après son doctorat Williams a travaillé à la Division d'ingénierie et de physique appliquée de l'Université Harvard jusqu'en 1964, après quoi il a rejoint l'Université de Californie à San Diego dans le département d'ingénierie fondé par Stanford Penner. En janvier 1981, il a accepté la chaire Robert Goddard de l'université de Princeton, avant de revenir à l'UCSD en 1988. Il a également été professeur adjoint à l'université Yale pendant un mois chaque année à partir de 1997 et pendant dix ans. Il a été président du département d'ingénierie de l'UCSD pendant quatre ans et directeur du Center for Energy Research de 1990 à 2006.
Les sujets de recherche de Williams comprennent la combustion et ses applications en propulsion, les flammes en microgravité, etc. Il a apporté des contributions fondamentales au domaine de la combustion au cours des six dernières décennies et est considéré comme l'un des scientifiques les plus importants en la matière. Il a écrit l'équation de Boltzmann-Williams en 1958 alors qu'il était encore doctorant, comme modèle statistique pour la combustion par pulvérisation, analogue à l'équation de Boltzmann. Bien que l'asymptotique des grandes énergies d'activation soit connue des scientifiques russes depuis quarante ans, c'est l'appel de Williams en 1971 dans l'Annual Review of Fluid Mechanics qui a incité la communauté scientifique occidentale à commencer à utiliser cette analyse. Il a écrit l'équation G en 1985, un modèle pour la flamme turbulente pré-mélangée. La classification des instabilités de combustion a été introduite pour la première fois par Barrère et Williams en 1969. Il a introduit les concepts d'étirement de flamme et de flammelette laminaire (en). De plus, il a introduit le diagramme de Williams qui classe différents régimes de combustion turbulente.
Il a travaillé sur de nombreux projets avec la NASA, l'United States Air Force et d'autres organisations. Il est le chercheur principal des expériences de combustion en faible pesanteur de la station spatiale internationale.

## Ouvrages
- (en) Forman A. Williams, Marcel Barrère et N. C. Huang, Fundamental aspects of solid propellant rockets, Advisory Group for Aerospace Research and Development of N.A.T.O. par Technivision Services, 1969
- (en) Forman Arthur Williams, Combustion Theory, CRC Press, 2018 (ISBN 9780429494055)
- (en) Amable Liñán et Forman Arthur Williams, Fundamental Aspects of Combustion, Oxford University Press, 1993 (ISBN 9780195076264)

## Distinctions
- Bourse Guggenheim de la Fondation John-Simon-Guggenheim en 1970.
- Médaille d'argent de l'Institut de la combustion en 1978.
- Prix Alexander von Humboldt en 1982.
- Médaille d'or Bernard Lewis de l'Institut de la combustion en 1990[9].
- Prix George Edward Pendray de l'AIAA en 1993[10].
- Médaille Numa Manson de l'Institute for Dynamics of Explosions and Reactive Systems en 1995[11].
- Prix d'ingénierie thermique du Japan Society of Mechanical Engineers et de l'American Society of Mechanical Engineers en 1999.
- Prix propergols et combustion de l'AIAA en 2004[12].
- Médaille de service public remarquable de la NASA en 2017[13].

- Membre de l'Académie nationale d'ingénierie des États-Unis en 1988[14].
- Membre de l'Académie américaine des arts et des sciences en 2010[15].
- Fellow de l'Institut de la combustion[16].
- Fellow de la Société américaine de physique (APS) en 2002[17].

Une conférence intitulée « Symposium sur les progrès de la théorie de la combustion » a été organisée à l'université de Californie à San Diego en 2004 en l'honneur du 70ème anniversaire de Williams. Combustion Science and Technology a publié un numéro spécial en l'honneur de son 80ème anniversaire.